# Мужская сборная Италии по баскетболу 3×3
Мужская сборная Италии по баскетболу 3×3 представляет Италию на международных соревнованиях по баскетболу 3×3. Управляющим органом является Итальянская федерация баскетбола.
По состоянию на 4 сентября 2024, мужская сборная Италии по баскетболу 3×3 занимает 23-е место в мировом рейтинге ФИБА мужских сборных по баскетболу 3×3.

## Результаты выступлений
| Турнир                             | Золото | Серебро | Бронза | Всего |
| ---------------------------------- | ------ | ------- | ------ | ----- |
| Чемпионат мира по баскетболу 3×3   | —      | —       | —      | —     |
| Чемпионат Европы по баскетболу 3×3 | —      | —       | —      | —     |
| Европейские игры                   | —      | —       | —      | —     |
| Средиземноморские игры             | 0      | 1       | 0      | 1     |
| Итого                              | 0      | 1       | 0      | 1     |

### Чемпионат мира по баскетболу 3×3
| Год           | Место          | Игры           | Победы         | Поражения      | Состав команды                                               |
| ------------- | -------------- | -------------- | -------------- | -------------- | ------------------------------------------------------------ |
| 2012—2014     | не участвовали | не участвовали | не участвовали | не участвовали | не участвовали                                               |
| Гуанчжоу 2016 | 15             | 4              | 1              | 3              | Andrea Negri, Claudio Negri, Damiano Verri, Gionata Zampolli |
| 2017—н. в.    | не участвовали | не участвовали | не участвовали | не участвовали | не участвовали                                               |

### Чемпионат Европы по баскетболу 3×3
| Год           | Место          | Игры           | Победы         | Поражения      | Состав команды                                                 |
| ------------- | -------------- | -------------- | -------------- | -------------- | -------------------------------------------------------------- |
| Бухарест 2014 | 15             | 3              | 0              | 3              | Giovanni Agusto, Andrea Bassani, Andrea Negri, Luca Tedeschini |
| Бухарест 2016 | 5              | 3              | 1              | 2              | Andrea Negri, Claudio Negri, Damiano Verri, Gionata Zampolli   |
| 2017—н. в.    | не участвовали | не участвовали | не участвовали | не участвовали | не участвовали                                                 |

### Европейские игры
| Год        | Место          | Игры           | Победы         | Поражения      | Состав команды                                                     |
| ---------- | -------------- | -------------- | -------------- | -------------- | ------------------------------------------------------------------ |
| Баку 2015  | 9              | 4              | 1              | 3              | Andrea Iannilli, Claudio Negri, Damiano Verri, Gionata Zampolli    |
| Минск 2019 | 15             | 3              | 0              | 3              | Davide Bovo, Stefano Masciadri, Anthony Raffa, Yancarlos Rodriguez |
| 2023       | не участвовали | не участвовали | не участвовали | не участвовали | не участвовали                                                     |

### Средиземноморские игры
| Год            | Место | Игры | Победы | Поражения | Состав команды                                                        |
| -------------- | ----- | ---- | ------ | --------- | --------------------------------------------------------------------- |
| Таррагона 2018 | 2     | 5    | 3      | 2         | Riccardo Bolpin, Leonardo Totè, Federico Mussini, Vittorio Nobile     |
| Оран 2022      | 10    | 4    | 2      | 2         | Antonio Gallo, Fabio Valentini, Riccardo Chinellato, Michele Serpilli |